# Marija Walerjewna Butina

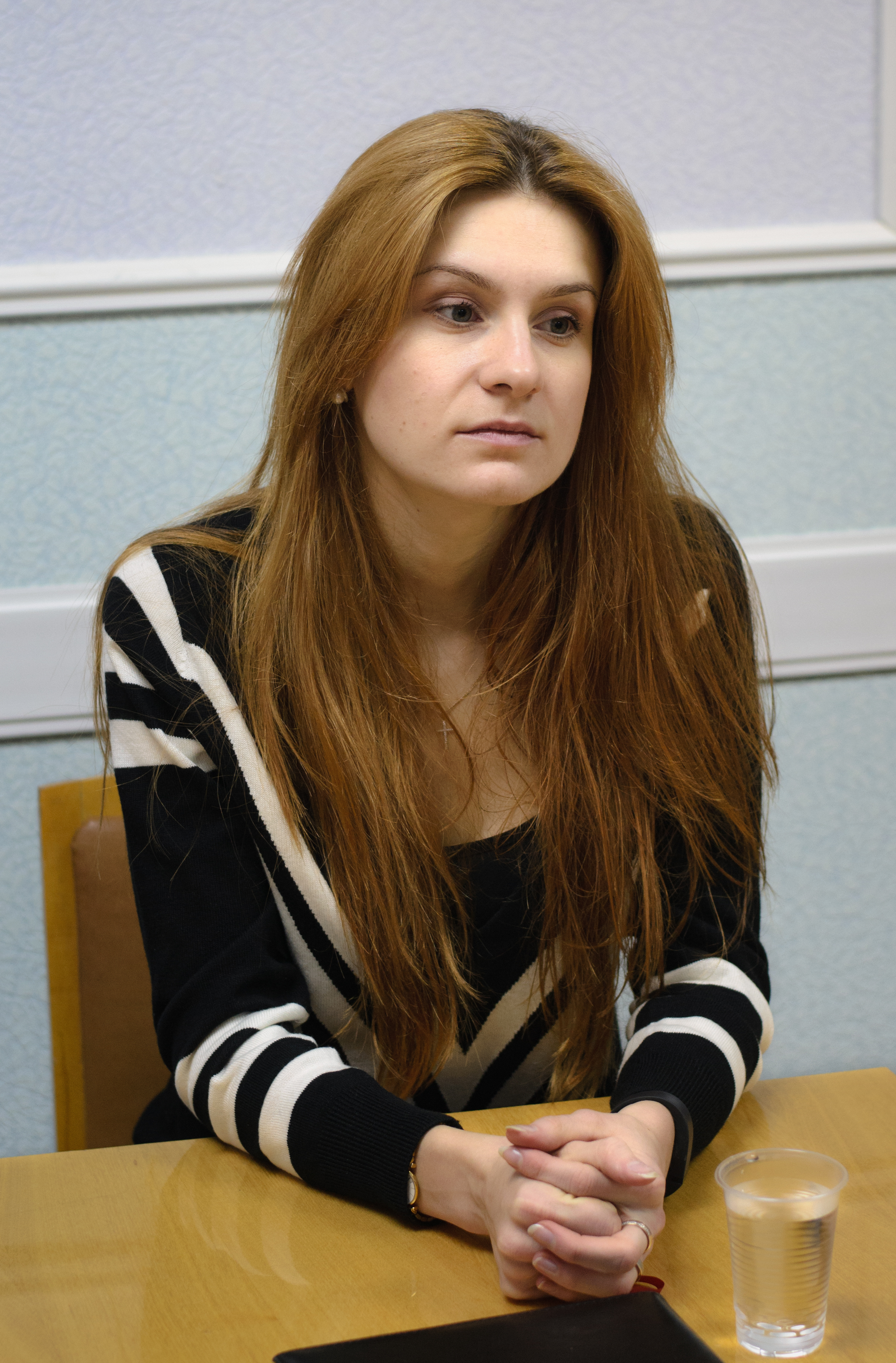
Marija Butina (2014)

Marija Walerjewna Butina (russisch Мари́я Вале́рьевна Бу́тина; * 10. November 1988 in Barnaul, Sowjetunion) ist eine russische ehemalige Agentin, Waffenlobbyistin und Politikerin. Sie vertritt seit 2021 die Oblast Kirow in der Duma. Sie hatte als verdeckte Agentin in den USA unter anderem die National Rifle Association (NRA) infiltriert und versuchte, einen geheimen Kommunikationskanal zwischen der Trump-Regierung und Moskau einzurichten. Sie bekannte sich der Agententätigkeit für schuldig und wurde 2019 zu einer Gefängnisstrafe von 18 Monaten verurteilt. Nach 14 Monaten in amerikanischen Gefängnissen wurde sie nach Russland abgeschoben.

## Leben

### Aktivistin in Russland und Studium in den USA

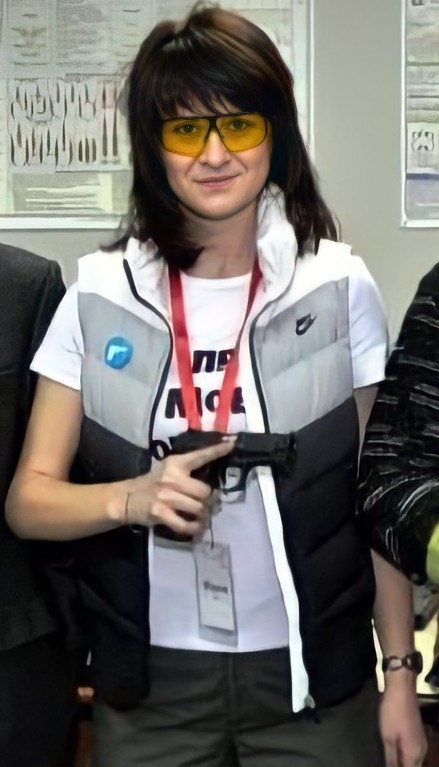
Butina bei der NRA (2014)

Marija Butina studierte im westsibirischen Barnaul Politologie. Mit 22 Jahren zog sie nach Moskau und engagierte sich als Vorsitzende des erst regionalen, dann allrussischen Verbandes Recht auf Waffen für ein Recht der Russen auf eigene Handfeuerwaffen. Obschon das Thema angesichts krimineller Polizisten auch bei Oppositionellen diskutiert wurde, war Butina eine Anhängerin Putins. Der russische Verband arbeitete mit der US-amerikanischen Waffenlobby National Rifle Association (NRA) zusammen. Ab 2011 arbeitete sie auch als Duma-Assistentin und Dolmetscherin für Alexander Torschin, stellvertretender Vorsitzender der russischen Zentralbank und Staatssekretär. Bei einem Fernsehauftritt 2013 erregte sie öffentliche Aufmerksamkeit, indem sie sich energisch für neue Waffengesetze in Russland einsetzte.
Butina besuchte ab 2014 zu mehreren Anlässen die USA und begann 2016, mit einem Studenten-Visum an der American University zu studieren. Sie belegte unter anderem Kurse in Cybersicherheit und schloss das teure Studium im Mai 2018 mit dem Master ab. Im gleichen Jahr wurde der russische Verband Recht auf Waffen wegen Unvereinbarkeit mit russischen Gesetzen liquidiert.
Im Jahr 2015 stellte Butina dem damaligen Wahlkämpfer Donald Trump bei einer Veranstaltung in Las Vegas vor laufenden Kameras eine Frage zu dessen Russlandstrategie. Trump hatte sie selbst aufgerufen. Butina argumentierte in einem von der Fachzeitschrift The National Interest veröffentlichten Artikel, ein Wahlsieg eines republikanischen Kandidaten bei der Präsidentschaftswahl 2016 könnte eine Verbesserung der russisch-amerikanischen Beziehungen bewirken. Dieser wurde auch von der russischen Nachrichtenagentur RIA aufgenommen und verbreitet.
Im Jahr 2017 twitterte Alexander Torschin über Marija Butina: „Du übertrumpfst Anna Chapman. Sie posiert mit Spielpistolen, du aber – mit echten.“ Torschin und Butina sind Mitglieder der NRA auf Lebenszeit.

### Anklage und Verurteilung als Verschwörerin und Agentin

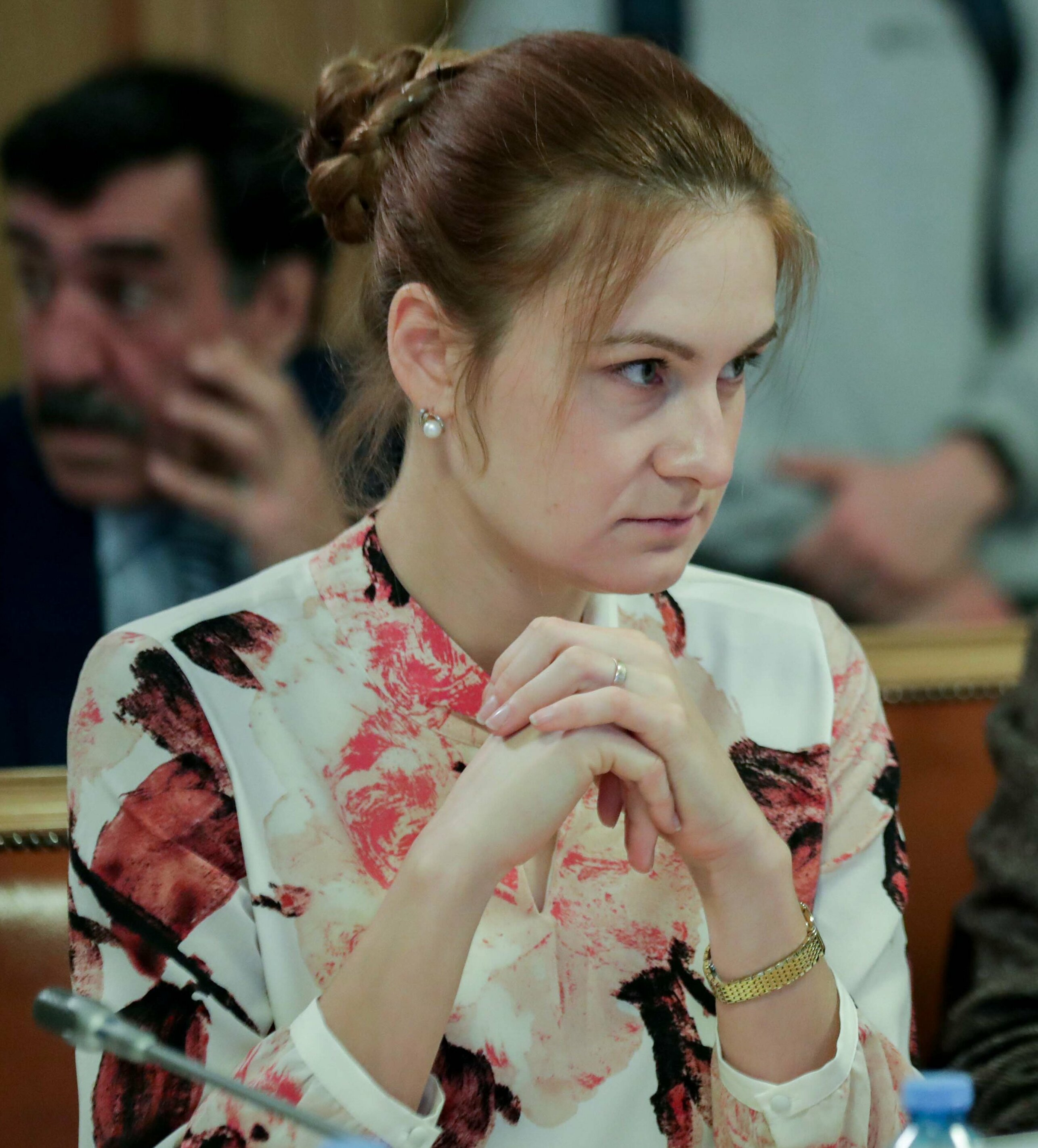
Butina im Jahr 2019

Am 15. Juli 2018, unmittelbar vor dem Gipfeltreffen der Präsidenten Russlands und der USA, Wladimir Putin und Donald Trump, in Helsinki, wurde sie in Washington, D.C. festgenommen. Ihr wurde vorgeworfen, sie sei, ohne sich bei den US-Behörden registriert zu haben, als Agentin im Interesse des russischen Staates aktiv (18 U.S.C. § 951) und an einer Verschwörung gegen die USA (18 U.S.C. § 371) beteiligt gewesen. Laut den US-Ermittlern bestand Fluchtgefahr und sie wurde in Untersuchungshaft genommen.
Butina habe eine Beziehung zu dem nahezu doppelt so alten politischen Berater der Republikanischen Partei und Repräsentant US-Waffenlobby NRA, Paul Erickson aus South Dakota, aufgebaut, mit dem sie auch zusammen lebte und der mutmaßlich das Studium Butinas finanziert hatte. Erickson wurde in der Anklageschrift als „US Person Nr. 1“ bezeichnet. Im September 2018 räumte die Staatsanwaltschaft ein, dass sie Textnachrichten zwischen Butina und einem Freund falsch interpretiert hatte und der darauf basierende Vorwurf, Sex als Gegenleistung für einen Job angeboten zu haben, eine falsche Anschuldigung war. Die Staatsanwaltschaft forderte dennoch die Beibehaltung der Untersuchungshaft wegen Fluchtgefahr. Seit ihrer Festnahme sei deutlicher geworden, dass Butina eine russische Agentin sei. Dies begründete die Staatsanwaltschaft mit der Intensität der konsularischen Betreuung Butinas durch die russische Regierung und mit den Beschwerden des russischen Außenministers Sergei Lawrow bei seinem US-Amtskollegen.
Neben Konferenzen der NRA besuchte sie Anlässe wie die Conservative Political Action Conference und am 31. Januar 2017 mit Torschin das alljährliche National Prayer Breakfast in Washington, D.C. Die „US Person Nr. 2“ in der Anklageschrift ist Bloomberg zufolge George D. O’Neill Jr., Ältester der fünften Generation aus dem Rockefeller-Klan und Ausrichter des National Prayer Breakfast. Die Veranstaltung wird eingeschätzt als religiös-überparteiliche Kontaktbörse, an der seit Dwight D. Eisenhower jeder amerikanische Präsident teilnahm.
US-Ermittler des FBI werfen Butina in einem 29-seitigen Bericht vor, versucht zu haben, sowohl die US-Waffenlobby NRA als auch die Republikanische Partei zu infiltrieren. Sie soll regelmäßig russische Geheimdienstler in den USA getroffen und von einem Kreml-nahen Oligarchen finanziell gefördert worden sein. Von 2015 bis 2017 arbeitete sie als Agentin und erhielt ihre Aufträge von einem Kontakt in der Russischen Zentralbank. Diese Person stehe seit April 2018 auf der US-Sanktionsliste. Butina soll laut FBI dessen „Sonderassistentin“ gewesen sein.
Der russische Außenminister Sergei Lawrow rief seinen US-Amtskollegen Mike Pompeo an und forderte die sofortige Freilassung Butinas.
Mitte Dezember 2018 gestand Butina ein, seit 2015 unter Anleitung eines russischen Funktionärs tätig gewesen zu sein, und bekannte sich der Verschwörung gegen die Vereinigten Staaten (Conspiracy to commit offense or to defraud United States) schuldig. Ziel sei gewesen, Einfluss auf die NRA zu gewinnen. Im Gegenzug für das Geständnis und die angekündigte Kooperation mit den Ermittlungsbehörden wurde der zweite Anklagepunkt der Tätigkeit als unregistrierte ausländische Agentin fallengelassen. Am 14. Dezember 2018 kommentierte Lawrow die angekündigte Zusammenarbeit Butinas mit den US-Behörden als Resultat einer Art angeblicher Folter. Ende Dezember 2018 wurde die Einzelhaft aufgehoben. Das Urteil vom 26. April 2019 umfasste 18 Monate Haft. Am 25. Oktober 2019 wurde Marija Butina aus der Haft in Tallahassee entlassen, dem United States Immigration and Customs Enforcement übergeben und  am selben Tag in einem Flugzeug nach Russland ausgeflogen.

## Politische Karriere in Russland
Nach ihrer Rückkehr nach Russland bewarb sie sich für ein Mandat in der Duma. Seit 2021 vertritt sie dort die Oblast Kirow für Putins Partei Vereinigtes Russland. Im Rahmen des Russisch-Ukrainischen Krieges vertrat sie in internationalen Nachrichtensendungen mehrfach dezidiert anti-ukrainische Positionen.

## Veröffentlichung
- Тюремный дневник (deutsch Gefängnistagebuch) Verlag AST, Moskau 2020, ISBN 978-5-17-134001-8.